# Zombrus pulcher
Zombrus pulcher är en stekelart som beskrevs av Szepligeti 1914. Zombrus pulcher ingår i släktet Zombrus och familjen bracksteklar. Inga underarter finns listade i Catalogue of Life.